# Panfilo Nuvolone

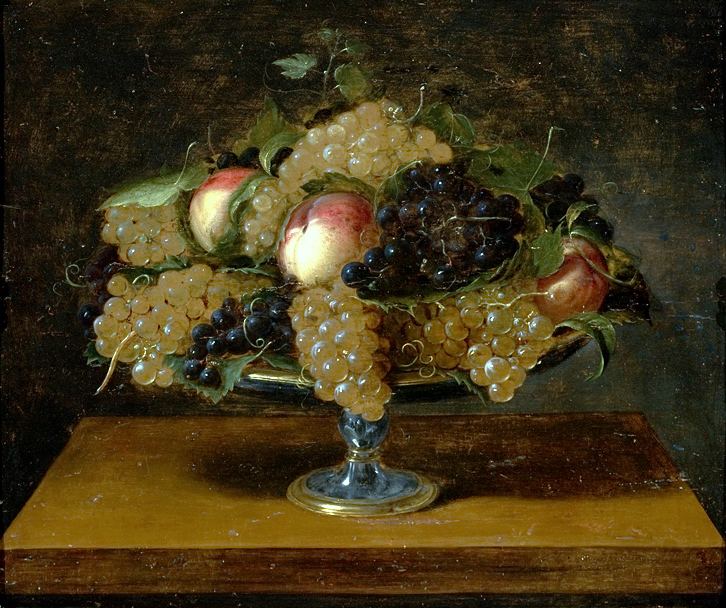
Stillleben, 1620, Museu de Arte de São Paulo (Brasilien)

Panfilo Nuvolone (* zwischen 1578 und 1581, sehr wahrscheinlich in Cremona; † 27. Oktober 1651 in Mailand) war ein italienischer Maler und Freskant und Begründer einer bekannten Künstlerfamilie.

## Leben
Panfilo wurde als Sohn von Michele Nuvolone zwischen 1578 und 1581 geboren. Er selber gab auf seinen signierten Bildern regelmäßig Cremona als Heimatort an.
Laut Bresciani (1665/1976, S. 48) lernte er die Anfangsgründe der Malerei bei Bernardino oder Vincenzo Campi, die jedoch schon 1591 verstarben. Verschiedene Autoren seit dem 18. Jahrhundert geben Giovan Battista Trotti gen. „il Malosso“ als seinen Lehrer an.
Zu Nuvolones ersten dokumentierten Werken gehörten Fresken im Chor der später abgerissenen Kirche San Nicolò in Cremona.
Sein erstes erhaltenes Werk ist eine Kreuzigung mit den Hl. Rochus und Sebastian in der Gemeindekirche von Villasanta (bei Monza), die er im Jahr 1603 signierte und datierte, und die Einflüsse von Giovanni Ambrogio Figino aufweist.
Zu einem nicht bekannten Zeitpunkt übersiedelte Panfilo nach Mailand, wo um 1608–09 sein Sohn Carlo Francesco geboren wurde. Im Jahr 1610 wohnte er zusammen mit seiner zwanzigjährigen Frau Isabella und drei Kindern in der Gemeinde von San Calimero. Die beiden Söhne Carlo Francesco und Giuseppe (1619–1703) wurden ebenfalls Maler.

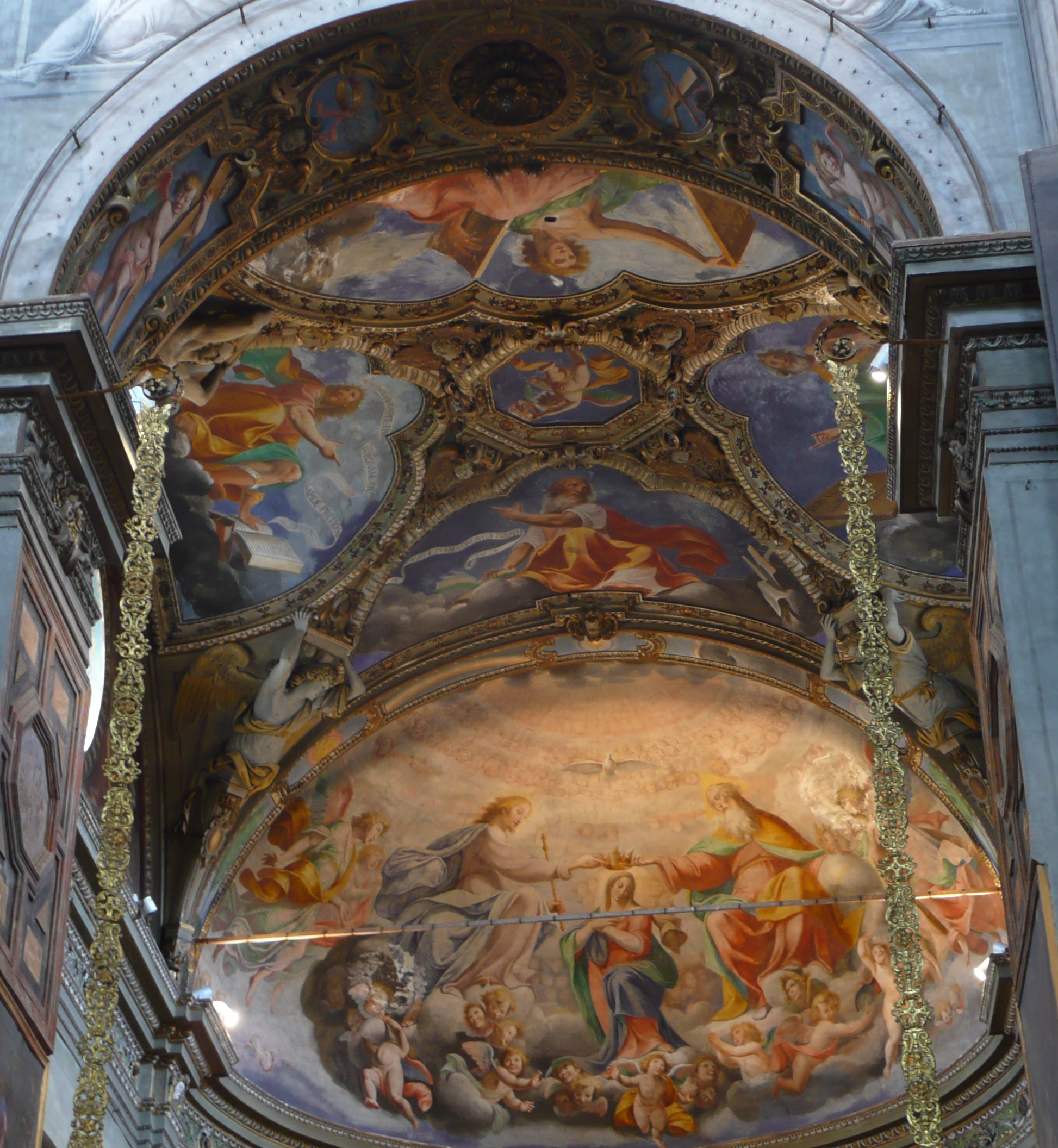
Freskendekor von Panfilo Nuvolone (u. a. Marienkrönung) in der Apsis von Santa Maria della Passione, Mailand

Als Höhepunkt seiner künstlerischen Aktivität gilt das zweite Jahrzehnt des 17. Jahrhunderts und 1619 wurde Nuvolone von Girolamo Borsieri in einem Diskurs über die Mailänder Künstler lobend erwähnt. Zu seinen wichtigsten erhaltenen Werken gehört die zwischen 1610 und 1617 geschaffene Dekoration der Cappella Sansoni in der Franziskanerkirche Sant’Angelo von Mailand, mit dem Altarbild Madonna in Glorie mit den Hl. Michael und Hieronymus und einem Freskenzyklus aus dem Leben des Samson. Mittlerweile hatte sich Nuvolone mit dem Stil der wichtigsten lokalen Künstler auseinandergesetzt und zeigte in seinen folgenden Werken vor allem Affinitäten zu Camillo Procaccini.
Gegen Ende der 1610er Jahre malte Panfilo einen Freskenzyklus in der Mailänder Kirche Santa Maria della Passione, aus dem besonders die Darstellung der Marienkrönung hervorsticht. Andere Werke Nuvolones für die Kirchen Santa Maria del Giardino und SS. Domenico e Lazzaro, und die 1625–26 ausgeführten Fresken im großen Saal des Palazzo Ducale in Mailand sind heute verloren.
In den 1620er Jahren geriet er stilistisch zunächst ins Hintertreffen, schlägt aber dann in seinen letzten Werken ab etwa 1630 etwas weichere und gefühlvollere Töne an, die wahrscheinlich auf einen Einfluss seines Sohnes Carlo Francesco zurückzuführen sind. Eine eindeutige Gemeinschaftsarbeit der beiden ist die Himmelfahrt Mariä mit Heiligen in der Kirche San Francesco in Pontremoli, die nach 1633 entstand und überhaupt das letzte religiöse Gemälde im Werk von Panfilo Nuvolone ist.
Bis 1643 erhielt er noch Aufträge für Arbeiten im Palazzo Ducale von Mailand, die heute verloren sind, und 1647 malte er ein Porträt von Bernardino Fernandez de Velasco, dem spanischen Gouverneur Mailands. Seine Tätigkeit auf dem Gebiet der Porträtmalerei ist jedoch bisher kaum erforscht.
Besonders bekannt ist Panfilo Nuvolone heute für seine Stillleben mit Früchten, die neben denjenigen von Fede Galizia zu den frühesten und gelungensten Beispielen dieser damals noch ganz neuen Gattung in Italien gehören, und mit denen er sofort Erfolg hatte: Beispielsweise lässt sich nachweisen, dass der Herzog von Savoyen in Turin im Jahr 1635 und der Mailänder Erzbischof Cesare Monti 1638 Stillleben von Nuvolone besaßen. Unter seinen heute noch erhaltenen Stillleben stammen die beiden einzigen signierten und datierten Exemplare aus den Jahren 1617 und 1620 und befinden sich in Privatsammlungen. Hinzu kommen mehrere andere, die ihm erst seit dem 20. Jahrhundert zugeschrieben werden.
Panfilo Nuvolone starb in Mailand am 27. Oktober 1651.

## Werke (Auswahl)
- Kreuzigung mit den Hl. Rochus und Sebastian, Gemeindekirche von Villasanta (bei Monza), 1603 (signiert und datiert)
- Jungfrau der Wunder mit den Hl. Celso, Nikolaus von Bari und Costanzo da Perugia, San Giovanni Evangelista, Canonica d’Adda, 1607 (signiert und datiert)
- Altarbild Madonna in Glorie mit den Hl. Michael und Hieronymus und Zyklus aus dem Leben des Samson, Dekoration der Cappella Sansoni in Sant’Angelo, Mailand, 1610–17
- Samson geblendet von den Philistern, Musée des Beaux Arts di Quimper, 1613 (signiert und datiert)
- Lünette mit Nachricht vom Tode Mariens (urspr. in der Kirche San Domenico, Cremona), Pinacoteca di Cremona, ab 1614
- Freskenzyklus mit Marienkrönung, Santa Maria della Passione, Mailand
- Stillleben mit Früchten, Privatsammlung, 1617 (signiert und datiert)
- Stillleben mit Früchten, Privatsammlung, 1620 (signiert und datiert)
- Marienkrönung, Kapuzinerkirche von Schwyz, 1620 (signiert und datiert)
- Dekoration der Cappella di Santo Stefano in der Kirche Santo Stefano, Appiano Gentile, 1624
- Madonna mit Kind und den Hl. Antonio abate und Viktor, Sant’Eustorgio, Mailand, 1624
- Altarbild Martyrium des Hl. Petrus Martyr, sowie Rosenkranzmadonna mit dem Hl. Dominikus und Mysterien des Rosenkranzes (in der Cappella della Madonna delle Grazie), Kirche SS. Bartolomeo e Martino, Casalpusterlengo, 1628–29
- Hl. Joseph, Oratorio Affaitati, Grumello Cremonese, 1631
- Hl. Sebastian, Santa Maria della Pietà, Cremona (aus den Sammlungen des Ospedale di Cremona), ca. 1631
- Himmelfahrt Mariä mit Heiligen, Kirche San Francesco, Pontremoli, nach 1633 (zusammen mit Carlo Francesco Nuvolone)
- Porträt des Gouverneurs Bernardino Fernandez de Velasco, Palazzo Ducale, Mailand, 1647
- Porträt des Giovan Battista Bonetti, früher bei Finarte in Mailand, nach 1633